# Enigmatocolus
Enigmatocolus là một chi ốc biển, là động vật thân mềm chân bụng sống ở biển trong họ Buccinidae.

## Các loài
Các loài trong chi Engoniophos gồm có:
- Enigmaticolus auzendei (Warén & Bouchet, 2001)
- Enigmaticolus desbruyeresi (Okutani & Ohta, 1993)
- Enigmaticolus monnieri Fraussen, 2008